# Trymalium elachophyllum
Trymalium elachophyllum är en brakvedsväxtart som beskrevs av B.L. Rye. Trymalium elachophyllum ingår i släktet Trymalium och familjen brakvedsväxter. Inga underarter finns listade i Catalogue of Life.